# Первый тяжёлый вес в боксе
Первый тяжёлый вес (англ. Cruiserweight) — весовая категория в профессиональном боксе между тяжелой и полутяжелой весовыми категориями. Предел веса для дивизиона составляет 200 фунтов (90,7 кг).
Категория была введена в конце 1970-х годов для боксёров, слишком тяжёлых для полутяжёлого веса, но уступающих по габаритам тяжеловесам.
Первым чемпионом мира стал Альфредо Эвангелиста по версии WBC в 1979 году, а первым признанным звёздным бойцом — Дуайт Мохаммед Кави. В 1986 году Эвандер Холифилд объединил титулы WBA и IBF, а в 1988 стал первым абсолютным чемпионом в крузервейте.
Наиболее известные чемпионы в истории:
Эвандер Холифилд — абсолютный чемпион мира , впоследствии чемпион мира в тяжёлом весе.
Александр Усик — абсолютный чемпион мира  в эпоху четырёх поясов (2018–2019),  впоследствии абсолютный чемпион мира в тяжёлом весе.
Карлос Де Леон — четырёхкратный чемпион WBC.
Дэвид Хэй, Жан-Марк Мормек, Майрис Бриедис, Томаш Адамек — многократные чемпионы, внесшие вклад в развитие дивизиона.
С 2000-х годов категория приобрела большую популярность, особенно в Европе, и стала ареной турниров World Boxing Super Series.

## Действующие чемпионы мира
| Организация | Дата завоевания титула | Чемпион           | Рекорд         | Защиты титула |
| ----------- | ---------------------- | ----------------- | -------------- | ------------- |
| WBA         | 30 марта 2024          | Хильберто Рамирес | 47-1 (30 KO)   | 1             |
| WBC         | 11 декабря 2024        | Баду Джек         | 29-3-3 (17 КО) | 1             |
| IBF         | 18 мая 2024            | Джей Опетая       | 28-0 (22 КО)   | 3             |
| WBO         | 16 ноября 2024         | Хильберто Рамирес | 47-1 (30 KO)   | 0             |